# Quercus oleoides
Quercus oleoides és una espècie de roure que pertany a la família de les fagàcies. Està dins de la secció roures blancs del gènere Quercus.

## Distribució
Creix en els boscos secs i pastures d'Amèrica del Nord i a l'Amèrica Central, entre els 150-1100 m. Als Estats Units creix a Texas, a Mèxic als estats de Veracruz i Oaxaca, Costa Rica, Belize, Guatemala, Hondures i Nicaragua.

## Descripció
Quercus oleoides és un petit arbre o arbust perennifoli de creixement lent, que pot créixer entre 8 a 15 m d'altura, però pot arribar als 25 m. El tronc pot fer entre 20 a 40 cm de diàmetre. L'escorça és de color marró fosc, grisa, gruixuda i aspra. En un primer moment, és per igual densament tomentoses, arribant a ser sense pèl, gris, amb lenticel·les pàl·lides. Els brots subglobosos o ovals, entre 1,5 a 3 mm. La capçada és densa i ramificada. Les fulles, perennes, gruixudes, dures, entre 4 a 11 cm de llarg i entre 2 a 5 cm d'ample, oblongues o el·líptiques, coriàcies, marge sencer, o de vegades, algunes dents en la meitat de l'àpex (fulles de les plantes joves són propensos a ser dentades): verd, sense pèl per sobre, densament cobert amb 
densament cobert de groc i gris estavellat tricomes glandulars sota, obtusa en ambdós extrems amb major freqüència, però de vegades l'àpex lleugerament apuntat i base cuneada a distància; entre 6 a 10 parells de venes, impressionat per sota, elevat per sobre. El pecíol fa entre 4 a 10 mm de llarg. Les flors surten entre desembre a maig, amb aments masculins que tenen de 3 a 4 cm de llarg, i aments femenins que tenen de 3 a 30 mm de llarg, contenen d'un a sis flors, cadascuna d'uns 7 mm de llarg. Les glans fan entre 1,5 a 2,5 cm de llarg, 1 a 1,2 cm de diàmetre, ovoides, mucronat, de color marró fosc brillant en la maduresa (color verd pàl·lid quan és jove), sense pèl. El peduncle fa entre 0,5 a 3 cm, tancades per la meitat de la gla per una cúpula. La cúpula fa entre 1,5 a 1,8 cm de diàmetre, amb escales tomentoses lliures.
La seva fusta és molt pesada amb grans entrecreuades, l'albeca és de color blanc i el duramen de color marró.